# 綾野村
綾野村（あやのむら）は、かつて岐阜県不破郡にあった村である。
現在の大垣市綾野町などに該当する。

## 歴史
- 江戸時代、この地域は大垣藩領であった。
- 1889年（明治22年）7月1日 - 町村制により綾野村が発足。
- 1897年（明治30年）4月1日 - 養老郡野口村と合併し、不破郡綾里村となる。同日綾野村は廃止。